# Bouvet
«Буве» (фр. Bouvet) — эскадренный броненосец военно-морских сил Франции. Пятый и последний броненосец типа «Шарль Мартель». Назван в честь французского адмирала, участника Революционных и Наполеоновских войн Франсуа-Жосефа Буве.
Корабль был заложен в июле 1891, спущен на воду в июле 1894 и вступил в строй в июле 1897 года. Был последним в серии из пяти, «Шарль Мартель», «Карно», «Массена», «Жорегиберри», «Бувэ», формально относящихся к единому классу, но существенно отличающихся деталями конструкции броненосцев, построенных для ВМС Франции в 1890-х годах.

## Конструкция
«Бувэ» имел водоизмещение в 12 007 тонн, что делало его крупнейшим среди «Шарль Мартелей». Корабль имел длину в 117,81 м, ширину в 21,39 м, и осадку в 8,38 м. В движение его приводили три паровые машины общей мощностью 15000 л. с., что позволяло развивать скорость до 18 узлов. В отличие от других кораблей серии, он имел гладкую верхнюю палубу по всей длине корабля и меньшую надстройку.
Вооружение его было полностью идентично «Массене», хотя расположение 138,6-мм орудий соответствовало «Шарлю Мартелю». Орудия главного калибра располагались на одном уровне высоко над водой, что облегчало применение артиллерии в непогоду — на предыдущих кораблях, кормовая башня располагалась ниже носовой. Бронирование корабля было выполнено из сталеникелевой брони (что было некоторым шагом назад, в сравнении с гарвеированой броней «Массены», но незначительным, так как французская броня отличалась в то время высоким качеством).

## Служба
«Буве» провел большую часть службы в средиземноморском и северном подразделениях Французского флота, регулярно участвуя в ежегодных широкомасштабных манёврах.

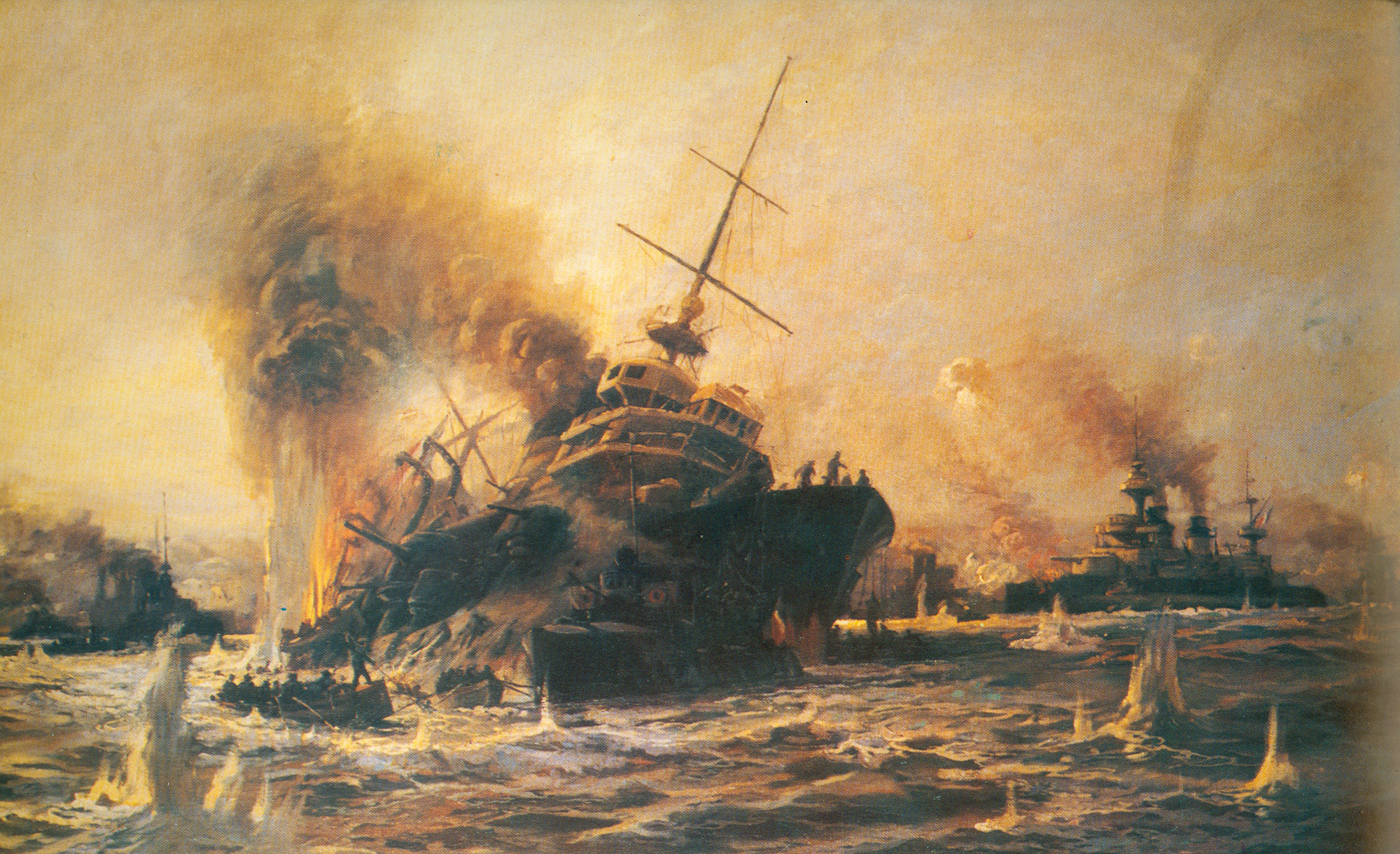
Гибель «Буве»

В начале Первой мировой войны броненосец сопровождал конвои из Северной Африки во Францию. Вскоре он присоединился к эскадре союзников для участия в  Дарданелльской операции.
18 марта 1915 года, во время артиллерийского обстрела турецких фортов «Буве» получил несколько попаданий, на нём была разбита часть казематов и выведена из строя носовая башня из-за поломки системы продувки ствола. На броненосце начались пожары. Около 13:54 в «Буве» попал 356-мм снаряд, затем произошёл взрыв пороховых погребов и корабль затонул в течение двух минут. При этом погибли 639 членов экипажа, включая командира, капитана 1-го ранга Де ла Туша. Пришедшие на помощь эсминцы спасли только 48 человек.
По другой версии, причиной гибели корабля стал подрыв на минном заграждении, скрытно выставленном турецким минным заградителем «Нусрет» в ночь с 7 на 8 марта.
В тот день также были потоплены два британских броненосца. Эти потери убедили союзников в невозможности прорыва флота через Дарданеллы без поддержки сухопутных сил, что привело к принятию решения о высадке десанта и проведения наземной операции на полуострове Галлиполи.